# Niguza spiramioides
Niguza spiramioides là một loài bướm đêm trong họ Erebidae.